# Seaport Residences
161 Maiden Lane, als Seaport Residences, ursprünglich als One Seaport und vorübergehend 1 Seaport vermarktet, ist ein unvollendeter Wolkenkratzer in New York City. Erste Pläne wurden 2013 der Öffentlichkeit vorgestellt. Im Herbst 2015 begann der Bau des Hochhauses. Im April 2018 wurde ein als schwerwiegend eingeschätzter Konstruktionsfehler festgestellt, der zum Baustopp und zu Rechtsstreits führte. Die Stadt New York legte die Baustelle im April 2021 still, weil zu dem Zeitpunkt keine Bauleitung mehr benannt war. Mit Stand Mai 2023 bleibt die Zukunft des Gebäudes ungewiss.

## Beschreibung
Das nach seiner Anschrift als 161 Maiden Lane bezeichnete Gebäude befindet sich im Financial District von Lower Manhattan am East River in unmittelbarer Nähe zum denkmalgeschützten South Street Seaport. Südwestlich benachbart ist das Continental Center, ein 1983 eingeweihtes, achteckiges und mit einer verspiegelten Glasfassade versehenes Hochhaus mit der Anschrift 180 Maiden Lane. Vor den Gebäuden entlang dem Ufer des East River verläuft der Franklin D. Roosevelt East River Drive als aufgeständerte Schnellstraße.
Der Entwurf stammt vom Architektenteam John Fotiadis Architect sowie Goldstein Hill & West Architects. Entwickelt wurde das Projekt von der Fortis Property Group. Entstehen sollten Luxuswohnungen. Der Turm sollte laut Plänen 204,2 Meter (670 Fuß) hoch werden und 60 Etagen besitzen. Damit wäre er einer der höchsten Wolkenkratzer seiner Umgebung.
Im August 2018 wurde das Richtfest gefeiert. Die Fertigstellung war für das Jahr 2021 geplant.

## Probleme
Die Fortis Property Group änderte den Namen des Projekts von One Seaport als Zwischenlösung in 1 Seaport und dann dauerhaft in Seaport Residences, nachdem sie im Jahr 2015 vom Projektentwickler Jack Resnick & Sons verklagt wurde, der in rund einhundert Metern Entfernung das Bürogebäude One Seaport Plaza alias 199 Water Street vermarktet.
Ein Arbeiter, der für ein Betonierungsunternehmen arbeitete, stürzte 2017 nach Verstoß gegen Arbeitsschutzvorschriften in den Tod. Das Subunternehmen akzeptierte eine Verurteilung wegen Tötung ohne Vorsatz (second-degree manslaughter), eine Geldstrafe und Entschädigungszahlungen. Es wurde davon unabhängig wegen Abrechnungsbetrugs verurteilt und vom Generalbauunternehmen Pizzarotti aus dem Vertrag entlassen.
Beim Bau bewegte sich, den bekannt gewordenen Schilderungen zufolge, verdichtetes Erdreich unter der Fundamentplatte und bewirkte, dass sich das Hochhaus um drei Zoll (ca. 7,5 cm) neigte. Ein Subunternehmen bemerkte dies im April 2018. Es folgte im Jahr 2019 ein Rechtsstreit zwischen dem Generalbauunternehmen Pizzarotti und der Fortis Property Group.
Fortis entließ Pizzarotti aus dem Vertragsverhältnis und beauftragte die Firma Ray Builders mit der Fertigstellung. Ray Builders stellte im Juli 2020 nach Monaten ohne Bezahlung die Arbeit ein und zog sich im April 2021 ganz von dem Projekt zurück. Das Bauamt der Stadt New York legte daraufhin die Baustelle still, weil keine Bauleitung mehr benannt war. Seit Juni 2021 wird das Gebäude zwangsverwaltet.
Die Bank Leumi, die mit einem Kredit in Höhe von 120 Millionen US-Dollar involviert war, wollte 2021 den Verfall der Immobilie von der ihrer Ansicht nach vertragsbrüchigen Fortis Property Group erwirken. Die Streitparteien wollten sich außergerichtlich einigen.
Gutachten von Arup und WSP bescheinigten 2019, dass das Hochhaus trotz der irreparablen Schräglage grundsätzlich fertig gestellt werden könne. Die meisten am Kauf von Wohnungen Interessierten haben indes ihre Kaufabsicht zurückgezogen.

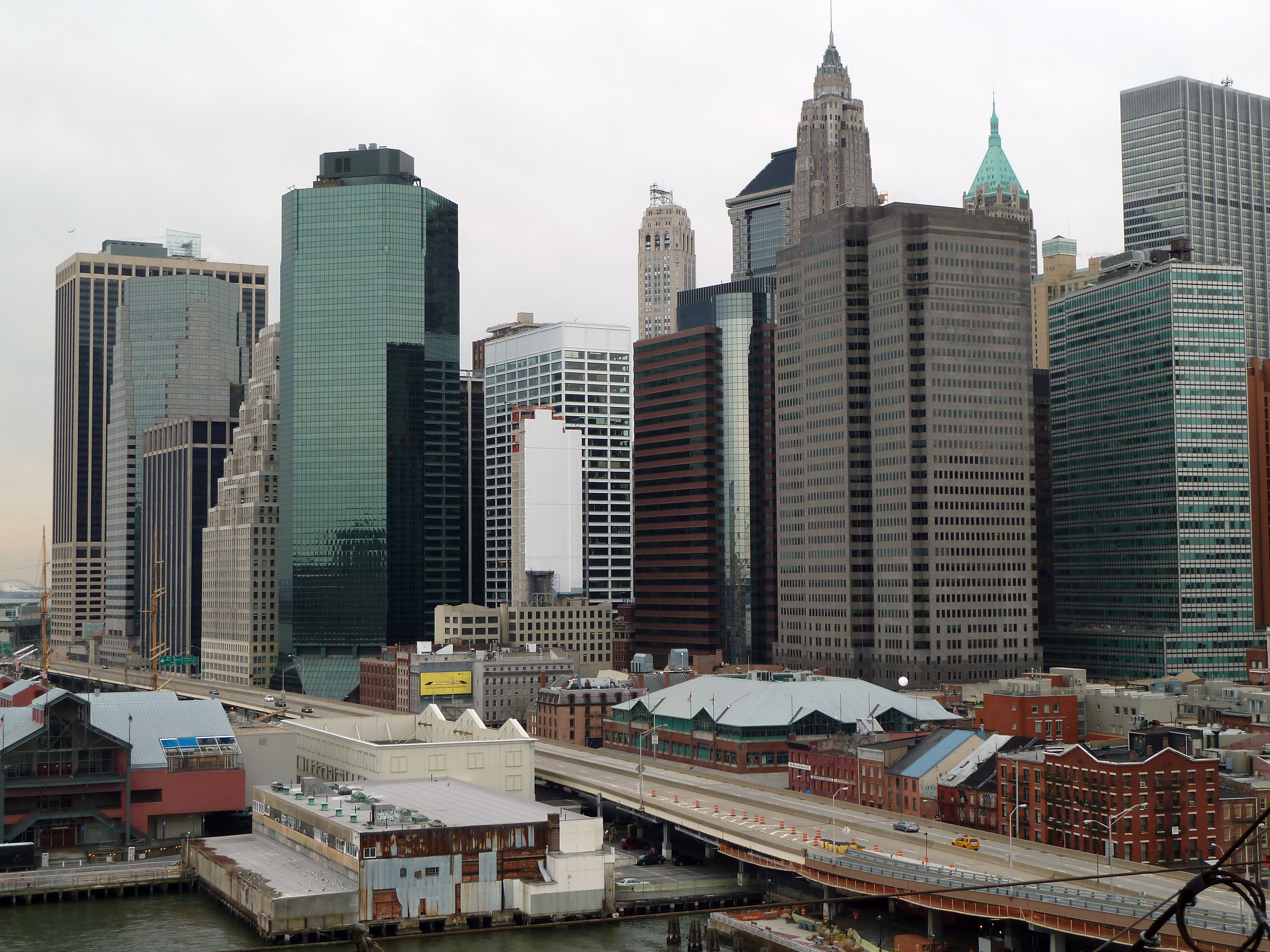
Umgebung South Street Seaport vor Baubeginn (Dezember 2013)
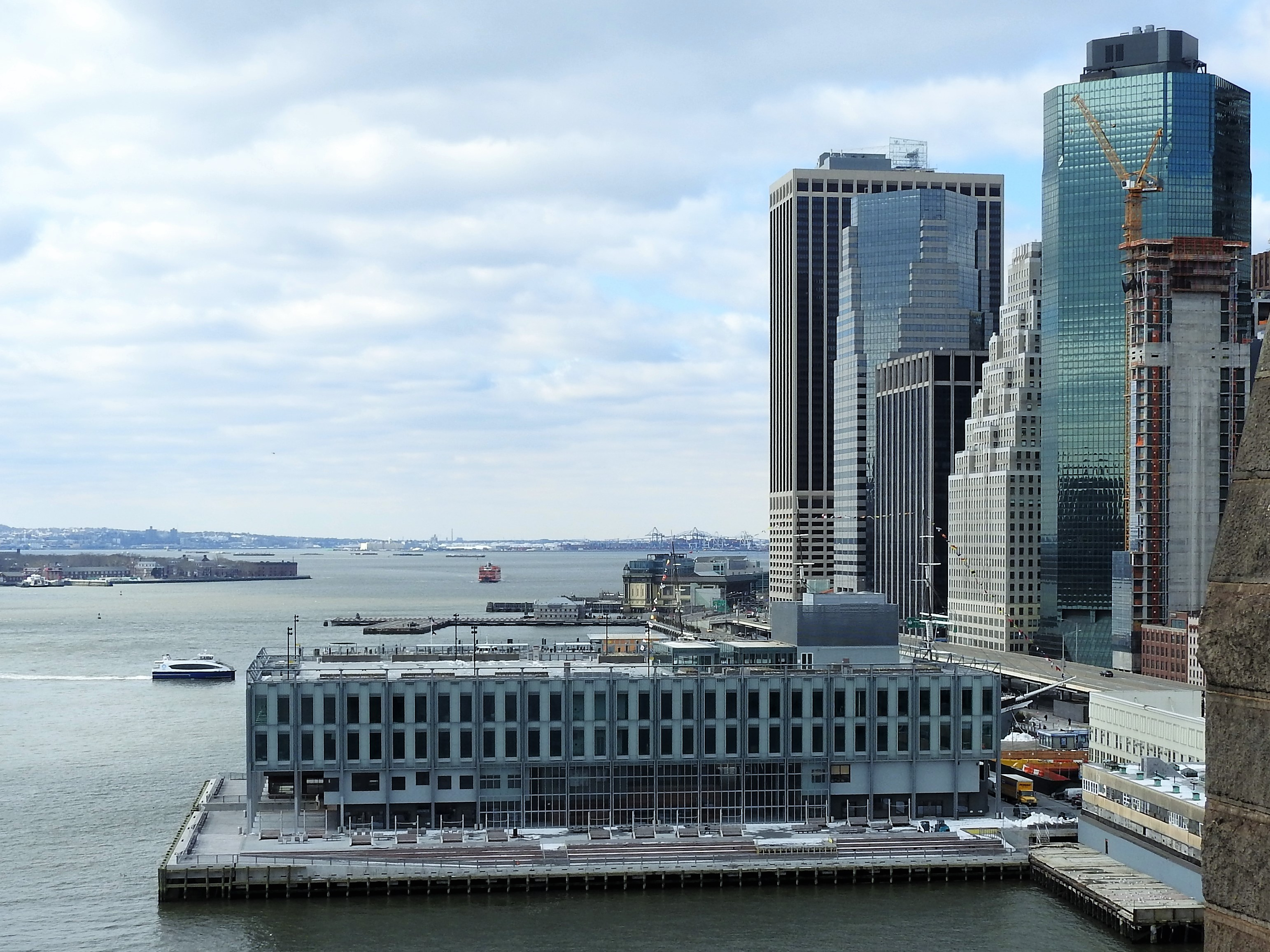
In Bau rechts am Bildrand, hat halbe Zielhöhe erreicht (März 2018)
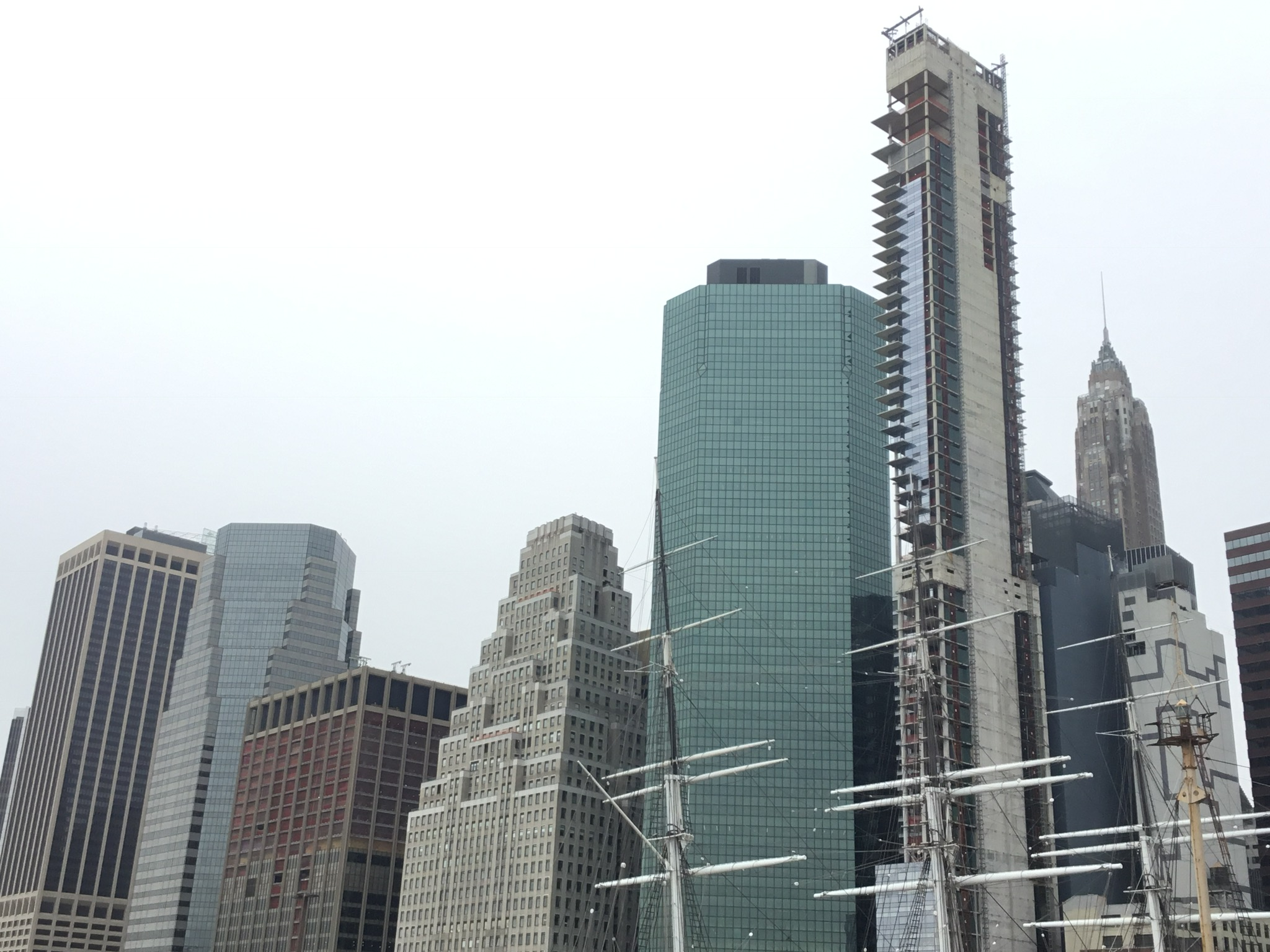
Teilweise Glasfassade, gesehen von Pier 16 (Januar 2023)
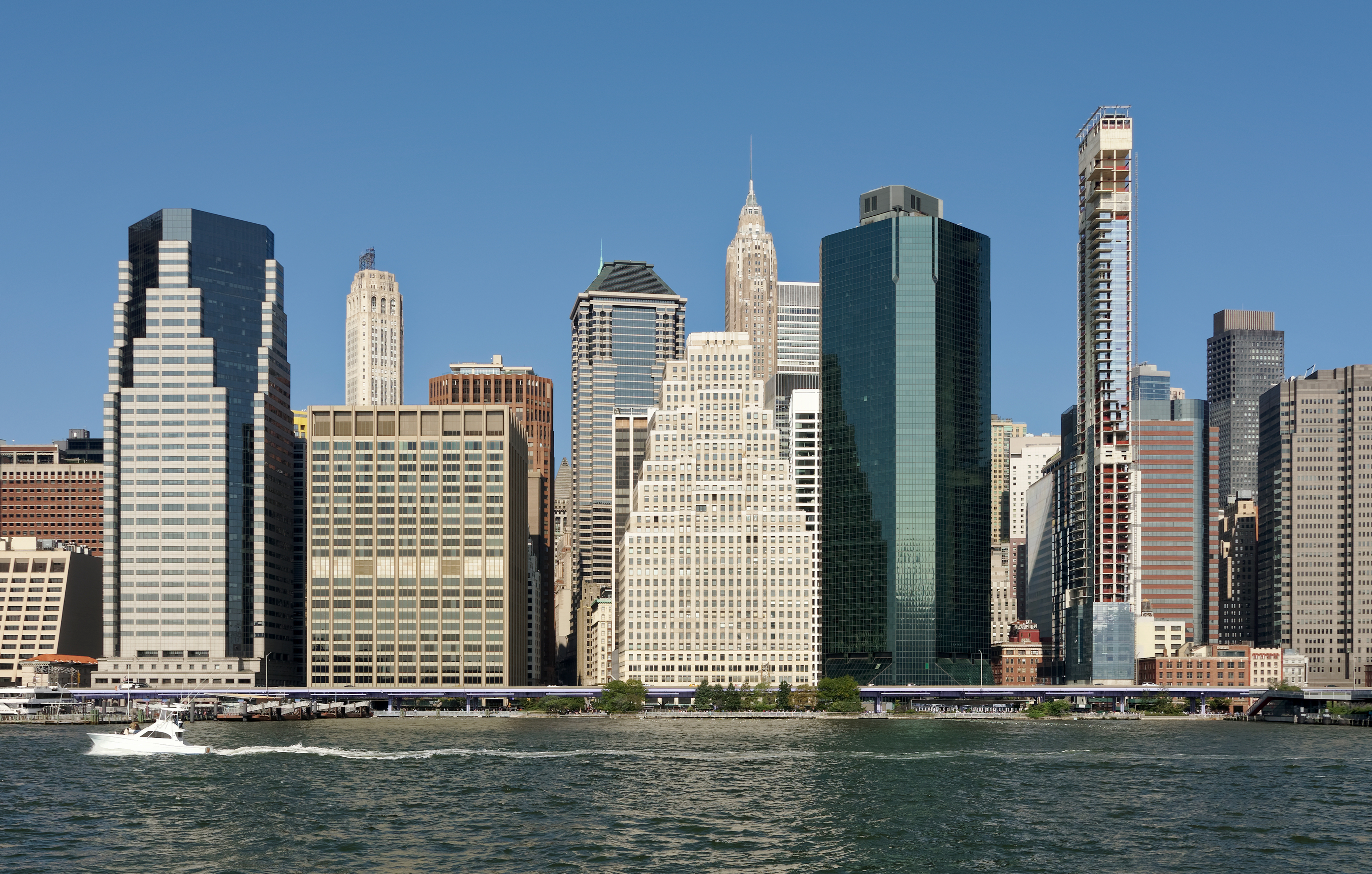
Neben Wolkenkratzern des Financial District (annotiertes Foto 2023)